# Agnis Čavars
Agnis Čavars (Ķekava, 31 de julho de 1986) é um jogador letão de basquete profissional.
Ele conquistou a medalha de ouro nos Jogos Olímpicos de Verão de 2020 na disputa 3x3 masculino com a equipe da Letônia, ao lado de Edgars Krūmiņš, Kārlis Lasmanis e Nauris Miezis.